# Orleans (Nebraska)
Orleans je selo u američkoj saveznoj državi Nebraska. Prema popisu stanovništva iz 2010. u njemu je živjelo 386 stanovnika.